# Golden Shores, Arizona
Golden Shores je naseljeno područje za statističke svrhe u američkoj saveznoj državi Arizona. Prema popisu stanovništva iz 2010. u njemu je živjelo 2,047 stanovnika.